# Fehéroroszország a 2000. évi nyári olimpiai játékokon
Fehéroroszország az ausztráliai Sydneyben megrendezett 2000. évi nyári olimpiai játékok egyik részt vevő nemzete volt. Az országot az olimpián 20 sportágban 139 sportoló képviselte, akik összesen 17 érmet szereztek.

## Érmesek
| Érem  | Versenyző                                                                                   | Sportág       | Versenyszám                  |
| ----- | ------------------------------------------------------------------------------------------- | ------------- | ---------------------------- |
| Arany | Janyina Karolcsik                                                                           | Atlétika      | Női súlylökés                |
| Arany | Elina Zverava                                                                               | Atlétika      | Női diszkoszvetés            |
| Arany | Kacjarina Karszten                                                                          | Evezés        | Női egypárevezős             |
| Ezüst | Ihar Baszinszki                                                                             | Sportlövészet | Férfi szabadpisztoly         |
| Ezüst | Julija Raszkina                                                                             | Torna         | Ritmikus gimnasztika, egyéni |
| Ezüst | Taccjana Ananyka Taccjana Belan Hanna Hlazkova Irina Iljankova Marija Lazuk Volha Puzsevics | Torna         | Ritmikus gimnasztika, csapat |
| Bronz | Ihar Asztapkovics                                                                           | Atlétika      | Férfi kalapácsvetés          |
| Bronz | Irina Jatcsanka                                                                             | Atlétika      | Női diszkoszvetés            |
| Bronz | Natallja Szazanovics                                                                        | Atlétika      | Női hétpróba                 |
| Bronz | Dzmitrij Debelka                                                                            | Birkózás      | Kötöttfogás, 130 kg          |
| Bronz | Anatol Larukov                                                                              | Cselgáncs     | Férfi könnyűsúly             |
| Bronz | Pavel Dovhal                                                                                | Öttusa        | Férfi                        |
| Bronz | Ihar Baszinszki                                                                             | Sportlövészet | Férfi légpisztoly            |
| Bronz | Szjarhej Martinav                                                                           | Sportlövészet | Férfi sportpuska, fekvő      |
| Bronz | Lalita Javhlevszkaja                                                                        | Sportlövészet | Női sportpisztoly            |
| Bronz | Henadz Aljascsuk                                                                            | Súlyemelés    | Férfi 62 kg                  |
| Bronz | Szjarhej Lavrenav                                                                           | Súlyemelés    | Férfi 69 kg                  |

## Asztalitenisz
Férfi
| Versenyző                              | Versenyszám | Selejtező         | Csoportkör | Csoportkör | 32-es főtábla                             | Nyolcaddöntő                                  | Negyeddöntő                                               | Elődöntő          | Döntő             | Helyezés |
| Versenyző                              | Versenyszám | Ellenfél Eredmény | Ellenfél Eredmény | Hely.      | Ellenfél Eredmény                         | Ellenfél Eredmény                             | Ellenfél Eredmény                                         | Ellenfél Eredmény | Ellenfél Eredmény | Helyezés |
| -------------------------------------- | ----------- | ----------------- | --- | ---------- | ----------------------------------------- | --------------------------------------------- | --------------------------------------------------------- | ----------------- | ----------------- | -------- |
| Uladzimir Szamszonav                   | Egyes       |                   | erőnyerő | erőnyerő   | Chang Yen-Shu (TPE) · 21–14, 23–21, 21–14 | Christophe Legoût (FRA) · 21–11, 21–17, 21–12 | Jan-Ove Waldner (SWE) · 22–20, 21–18, 14–21, 18–21, 19–21 | kiesett           | kiesett           | 5.       |
| Javhen Scsacinyin                      | Egyes       |                   | P csoport · Augusto Morales (CHI) · 21–13, 21–10, 21–13 · Philippe Saive (BEL) · 21–18, 18–21, 19–21, 20–22                                            | 2.         | kiesett                                   | kiesett                                       | kiesett                                                   | kiesett           | kiesett           | 33.      |
| Uladzimir Szamszonav Javhen Scsacinyin | Páros       | erőnyerő          | F csoport · Svédország (SWE) · Fredrik Håkansson · Peter Karlsson · 23–25, 18–21 · Egyesült Államok (USA) · David Zhuang · Todd Sweeris · 21–14, 21–18 | 2.         |                                           | kiesett                                       | kiesett                                                   | kiesett           | kiesett           | 17.      |

Női
| Versenyző                                | Versenyszám | Selejtező         | Csoportkör | Csoportkör | 32-es főtábla     | Nyolcaddöntő                                                | Negyeddöntő       | Elődöntő          | Döntő             | Helyezés |
| Versenyző                                | Versenyszám | Ellenfél Eredmény | Ellenfél Eredmény | Hely.      | Ellenfél Eredmény | Ellenfél Eredmény                                           | Ellenfél Eredmény | Ellenfél Eredmény | Ellenfél Eredmény | Helyezés |
| ---------------------------------------- | ----------- | ----------------- | --- | ---------- | ----------------- | ----------------------------------------------------------- | ----------------- | ----------------- | ----------------- | -------- |
| Taccjana Kasztramina                     | Egyes       |                   | P csoport · Tátjána en-Naddzsár (JOR) · 21–10, 21–14, 21–12 · Marie Svensson (SWE) · 6–21, 21–15, 21–15, 19–21, 12–21                                     | 2.         | kiesett           | kiesett                                                     | kiesett           | kiesett           | kiesett           | 33.      |
| Veranyika Pavlavics                      | Egyes       |                   | L csoport · Poulomi Ghatak (IND) · 21–14, 21–17, 21–16 · Anne Boileau (FRA) · 15–21, 15–21, 20–22                                                         | 2.         | kiesett           | kiesett                                                     | kiesett           | kiesett           | kiesett           | 33.      |
| Viktorija Pavlavics                      | Egyes       |                   | O csoport · Åsa Svensson (SWE) · 16–21, 17–21, 21–16, 16–21 · Shahira El-Alfy (EGY) · 21–7, 21–12, 21–13                                                  | 2.         | kiesett           | kiesett                                                     | kiesett           | kiesett           | kiesett           | 33.      |
| Taccjana Kasztramina Viktorija Pavlavics | Páros       | erőnyerő          | H csoport · Egyiptom (EGY) · Bacinte Osman · Shaimaa Abdul Aziz · 21–10, 21–10 · Svédország (SWE) · Åsa Svensson · Marie Svensson · 21–19, 17–21, 21–19 · | 1.         |                   | Dél-Korea (KOR) · I Unszil · Szog Unmi · 4–21, 14–21, 15–21 | kiesett           | kiesett           | kiesett           | 9.       |

## Atlétika
Férfi
| Versenyző          | Versenyszám     | Előfutam | Előfutam | Előfutam | Elődöntő | Elődöntő | Elődöntő | Döntő    | Döntő    |
| Versenyző          | Versenyszám     | Idő      | Hely.    | Össz.    | Idő      | Hely.    | Össz.    | Idő      | Helyezés |
| ------------------ | --------------- | -------- | -------- | -------- | -------- | -------- | -------- | -------- | -------- |
| Pavel Peljapjahin  | 800 m           | 1:46,67  | 1.       | 10.      | 1:50,37  | 7.       | 24.      | kiesett  | kiesett  |
| Leanyid Vjarsinyin | 400 m gát       | 51,84    | 5.       | 53.      | kiesett  | kiesett  | kiesett  | kiesett  | kiesett  |
| Andrej Makarav     | 20 km gyaloglás |          |          |          |          |          |          | 1:23:33  | 17.      |
| Artur Meljaskevics | 20 km gyaloglás |          |          |          |          |          |          | 1:24:50  | 21.      |
| Mihail Hmjalnyicki | 20 km gyaloglás |          |          |          |          |          |          | 1:28:02  | 34.      |
| Viktar Hinyko      | 50 km gyaloglás |          |          |          |          |          |          | kizárták | kizárták |

| Versenyző              | Versenyszám   | Selejtező | Selejtező | Döntő    | Döntő    |
| Versenyző              | Versenyszám   | Eredmény  | Helyezés  | Eredmény | Helyezés |
| ---------------------- | ------------- | --------- | --------- | -------- | -------- |
| Aljakszej Ljalin       | Magasugrás    | 215 cm    | 34.       | kiesett  | kiesett  |
| Andrej Mihnyevics      | Súlylökés     | 19,97 m   | 7.        | 19,48 m  | 9.       |
| Vaszil Kapcjuh         | Diszkoszvetés | 65,90 m   | 4.        | 67,59 m  | 4.       |
| Uladzimir Dubrovscsik  | Diszkoszvetés | 64,03 m   | 7.        | 65,13 m  | 7.       |
| Leanyid Cserevko       | Diszkoszvetés | 58,32 m   | 33.       | kiesett  | kiesett  |
| Ihar Asztapkovics      | Kalapácsvetés | 79,81 m   | 1.        | 79,17 m  |          |
| Ivan Cihan             | Kalapácsvetés | 76,90 m   | 10.       | 79,17 m  | 4.       |
| Uladzimir Szaszimovics | Gerelyhajítás | 78,04 m   | 24.       | kiesett  | kiesett  |

Női
| Versenyző                                                    | Versenyszám     | Előfutam | Előfutam | Előfutam | Elődöntő | Elődöntő | Elődöntő | Döntő   | Döntő    |
| Versenyző                                                    | Versenyszám     | Idő      | Hely.    | Össz.    | Idő      | Hely.    | Össz.    | Idő     | Helyezés |
| ------------------------------------------------------------ | --------------- | -------- | -------- | -------- | -------- | -------- | -------- | ------- | -------- |
| Natallja Duhnova                                             | 800 m           | 2:03,20  | 4.       | 22.      | kiesett  | kiesett  | kiesett  | kiesett | kiesett  |
| Natallja Szalahub Alena Budnyik Irina Hljusztava Hanna Kozak | 4 × 400 m váltó | 3:26,31  | 3.       | 9.       |          |          |          | kiesett | kiesett  |
| Natallja Miszjulja                                           | 20 km gyaloglás |          |          |          |          |          |          | 1:33:08 | 9.       |
| Valjancina Cibulszkaja                                       | 20 km gyaloglás |          |          |          |          |          |          | 1:36:44 | 28.      |
| Larisza Hmjalnyickaja                                        | 20 km gyaloglás |          |          |          |          |          |          | 1:37:39 | 32.      |

| Versenyző           | Versenyszám   | Selejtező             | Selejtező             | Döntő    | Döntő    |
| Versenyző           | Versenyszám   | Eredmény              | Helyezés              | Eredmény | Helyezés |
| ------------------- | ------------- | --------------------- | --------------------- | -------- | -------- |
| Taccjana Sevcsik    | Magasugrás    | 185 cm                | 30.                   | kiesett  | kiesett  |
| Natallja Szafronava | Hármasugrás   | 13,91 m               | 15.                   | kiesett  | kiesett  |
| Janyina Karolcsik   | Súlylökés     | 19,36 m               | 1.                    | 20,56 m  |          |
| Elina Zverava       | Diszkoszvetés | 64,81 m               | 1.                    | 68,40 m  |          |
| Irina Jatcsanka     | Diszkoszvetés | 62,72 m               | 5.                    | 65,20 m  |          |
| Ljudmila Hubkina    | Kalapácsvetés | 63,29 m               | 10.                   | 67,08 m  | 6.       |
| Szvjatlana Szudak   | Kalapácsvetés | 63,83 m               | 8.                    | 64,21 m  | 10.      |
| Volha Cander        | Kalapácsvetés | érvényes dobás nélkül | érvényes dobás nélkül | kiesett  | kiesett  |

| Versenyző            | Versenyszám | 100 m gát | 100 m gát | Magasugrás | Magasugrás | Súlylökés | Súlylökés | 200 m | 200 m | Távolugrás | Távolugrás | Gerelyhajítás | Gerelyhajítás | 800 m   | 800 m | Végeredmény | Végeredmény |
| Versenyző            | Versenyszám | Idő       | Pont      | Eredmény   | Pont       | Eredmény  | Pont      | Idő   | Pont  | Eredmény   | Pont       | Eredmény      | Pont          | Idő     | Pont  | Pont        | Helyezés    |
| -------------------- | ----------- | --------- | --------- | ---------- | ---------- | --------- | --------- | ----- | ----- | ---------- | ---------- | ------------- | ------------- | ------- | ----- | ----------- | ----------- |
| Natallja Szazanovics | Hétpróba    | 13,45     | 1058      | 184 cm     | 1029       | 14,79 m   | 847       | 24,12 | 969   | 650 cm     | 1007       | 43,97 m       | 744           | 2:16,41 | 873   | 6527        |             |

## Birkózás
Kötöttfogású
| Versenyző             | Versenyszám | Csoportkör                                                                                                 | Csoportkör | Negyeddöntő                       | Elődöntő                       | Bronz- mérkőzés                                 | Döntő             | Helyezés |
| Versenyző             | Versenyszám | Ellenfél Eredmény                                                                                          | Hely.      | Ellenfél Eredmény                 | Ellenfél Eredmény              | Ellenfél Eredmény                               | Ellenfél Eredmény | Helyezés |
| --------------------- | ----------- | --- | ---------- | --------------------------------- | ------------------------------ | ----------------------------------------------- | ----------------- | -------- |
| Ihar Pjatrenka        | 58 kg       | 3. csoport · Jim Gruenwald (USA) · 0-4 · Karen Mnacakanjan (ARM) · 4-2                                     | 2.         | kiesett                           | kiesett                        | kiesett                                         | kiesett           | 13.      |
| Vital Zsuk            | 63 kg       | 4. csoport · Bakhodir Kurbanov (UZB) · 1-6 · Michael Beilin (ISR) · 0-1                                    | 3.         | kiesett                           | kiesett                        | kiesett                                         | kiesett           | 17.      |
| Uladzimir Kapitav     | 69 kg       | 6. csoport · Alekszej Gluskov (RUS) · 0-11 · Rusztam Adzsi (UKR) · 0-3                                     | 4.         | kiesett                           | kiesett                        | kiesett                                         | kiesett           | 17.      |
| Vjacsaszlav Makaranka | 76 kg       | 5. csoport · David Manukjan (UKR) · 1-12 · Artur Michalkiewicz (POL) · 4-1 · Fa'afetai Iutana (SAM) · 42-0 | 2.         | kiesett                           | kiesett                        | kiesett                                         | kiesett           | 7.       |
| Valerij Cilenyc       | 85 kg       | 3. csoport · Alekszandr Menyscsikov (RUS) · 3-0 · Vjacseszlav Olijnik (UKR) · 1-6                          | 1.         | Mukhran Vakht'angadze (GEO) · 5-6 |                                | Az 5. helyért · Luis Enrique Méndez (CUB) · 4-0 |                   | 4.*      |
| Szjarhej Listvan      | 97 kg       | 6. csoport · David Saldadze (UKR) · 2-5 · Mindaugas Ežerskis (LTU) · 1-3 · Hassan Fkiri (TUN) · 10-0       | 3.         | kiesett                           | kiesett                        | kiesett                                         | kiesett           | 9.       |
| Dzmitrij Debelka      | 130 kg      | 2. csoport · Eddy Bengtsson (SWE) · 2-1 · Mirian Giorgadze (GEO) · 3-0                                     | 1.         | Héctor Milián (CUB) · 1-0         | Alekszandr Karelin (RUS) · 0-3 | Yuriy Yevseychyk (ISR) · 1-0                    |                   |          |

Szabadfogású
| Versenyző             | Versenyszám | Csoportkör                                                                                            | Csoportkör | Negyeddöntő                  | Elődöntő                    | Bronz- mérkőzés                     | Döntő             | Helyezés |
| Versenyző             | Versenyszám | Ellenfél Eredmény                                                                                     | Hely.      | Ellenfél Eredmény            | Ellenfél Eredmény           | Ellenfél Eredmény                   | Ellenfél Eredmény | Helyezés |
| --------------------- | ----------- | --- | ---------- | ---------------------------- | --------------------------- | ----------------------------------- | ----------------- | -------- |
| German Kontojev       | 54 kg       | 4. csoport · Wilfredo García (CUB) · 7-1 · Nurgyin Donbajev (KGZ) · 2-5                               | 1.         | Maulen Mamirov (KAZ) · 4-2   | Sammie Henson (USA) · 0-3   | Amiran Kardanov (GRE) · 4-5         |                   | 4.       |
| Aljakszandr Huzav     | 58 kg       | 2. csoport · Ojúnbilegín Pürevbátar (MGL) · 6-1 · Cory O’Brien (AUS) · 14-4                           | 1.         | kiesett                      | kiesett                     | kiesett                             | kiesett           | 8.       |
| Mikalaj Szavin        | 63 kg       | 4. csoport · Arsak Hajrapetjan (ARM) · 4-7 · Makszat Boburbekov (KGZ) · 4-1                           | 2.         | kiesett                      | kiesett                     | kiesett                             | kiesett           | 12.      |
| Szjarhej Dzemcsanka   | 69 kg       | 6. csoport · Almaz Aszkarov (KGZ) · 3-0 · Cameron Johnston (AUS) · 10-0 · Ruszlan Velijev (KAZ) · 0-0 | 1.         | erőnyerő                     | Arszen Gityinov (RUS) · 2-3 | Lincoln McIlravy (USA) · 1-3        |                   | 4.       |
| Bejbulat Muszajev     | 85 kg       | 3. csoport · Adam Szajtyijev (RUS) · 1-4 · Igor Praporshchikov (AUS) · 13-0                           | 2.         | kiesett                      | kiesett                     | kiesett                             | kiesett           | 9.       |
| Aljakszandr Samarav   | 97 kg       | 6. csoport · Marek Garmulewicz (POL) · 2-3 · Gabriel Szerda (AUS) · 7-0 · Dean Schmeichel (CAN) · 5-0 | 2.         | kiesett                      | kiesett                     | kiesett                             | kiesett           | 7.       |
| Aljakszej Mjadzvedzev | 130 kg      | 2. csoport · Alekszandr Kovalevszkij (KGZ) · 3-2 · Chen Xingqiang (CHN) · 3-0                         | 1.         | Alexis Rodríguez (CUB) · 0-4 |                             | Kerry McCoy (USA) · mérkőzés nélkül |                   | 6.       |

* – A norvég Fritz Aanes kizárása miatt a negyedik helyen végzett.

## Cselgáncs
Férfi
| Versenyző          | Versenyszám  | Selejtező         | 32-es főtábla                       | Nyolcaddöntő                            | Negyeddöntő                          | Elődöntő                             | Vigaszág első kör                     | Vigaszág negyeddöntő            | Vigaszág elődöntő          | Bronz- mérkőzés                    | Döntő             | Helyezés    |
| Versenyző          | Versenyszám  | Ellenfél Eredmény | Ellenfél Eredmény                   | Ellenfél Eredmény                       | Ellenfél Eredmény                    | Ellenfél Eredmény                    | Ellenfél Eredmény                     | Ellenfél Eredmény               | Ellenfél Eredmény          | Ellenfél Eredmény                  | Ellenfél Eredmény | Helyezés    |
| ------------------ | ------------ | ----------------- | ----------------------------------- | --------------------------------------- | ------------------------------------ | ------------------------------------ | ------------------------------------- | ------------------------------- | -------------------------- | ---------------------------------- | ----------------- | ----------- |
| Nacik Bahirav      | Légsúly      | erőnyerő          | Denilson Lourenço (BRA) · 0101-0100 | Elçin Mehdi İsmayılov (AZE) · 0010-1100 | kiesett                              | kiesett                              |                                       |                                 |                            |                                    |                   | helyezetlen |
| Anatol Larukov     | Könnyűsúly   | erőnyerő          | Ferrid Kheder (FRA) · 1000-0010     | Germán Velasco (PER) · 1000-0010        | Hennagyij Bilogyid (UKR) · 1000-0100 | Giuseppe Maddaloni (ITA) · 0010-1000 |                                       |                                 |                            | Jimmy Pedro (USA) · 1000-0000      |                   |             |
| Szjarhej Kuharenka | Váltósúly    | erőnyerő          | Chen Chun-Ching (TPE) · 1000-0000   | Kvak Okcshol (PRK) · 0010-0010          | kiesett                              | kiesett                              |                                       |                                 |                            |                                    |                   | helyezetlen |
| Leanyid Szvirid    | Félnehézsúly | erőnyerő          | Radu Ivan (ROU) · 0000-0100         | kiesett                                 | kiesett                              | kiesett                              |                                       |                                 |                            |                                    |                   | helyezetlen |
| Ruszlan Sarapav    | Nehézsúly    | erőnyerő          | Sinohara Sinicsi (JPN) · 0000-1000  |                                         |                                      |                                      | Vjacseszlav Berduta (KAZ) · 1001-0000 | Angel Sánchez (CUB) · 1000-0100 | Pan Song (CHN) · 1021-0020 | Indrek Pertelson (EST) · 0000-1000 |                   | 5.          |

## Evezés
Női
| Versenyző | Versenyszám  | Előfutam | Előfutam | Vigaszág | Vigaszág | Elődöntő | Elődöntő | Elődöntő | Döntő | Döntő   | Döntő | Helyezés |
| Versenyző | Versenyszám  | Idő      | Hely.    | Idő      | Hely.    | Típus    | Idő      | Hely.    | Típus | Idő     | Hely. | Helyezés |
| --- | ------------ | -------- | -------- | -------- | -------- | -------- | -------- | -------- | ----- | ------- | ----- | -------- |
| Kacjarina Karszten | Egypárevezős | 7:47,73  | 1.       |          |          | A/B      | 7:40,36  | 2.       | A     | 7:28,14 | 1.    |          |
| Irina Bazilevszkaja Marina Kuzsmar Volha Bereznyeva Marina Znak Julija Bicsik Inesza Zaharevszkaja Natallja Helah Volha Tracevszkaja Valjancina Hahlova (kormányos) | Nyolcas      | 6:19,02  | 3.       | 6:19,42  | 4.       |          |          |          | A     | 6:13,57 | 4.    | 4.       |

## Íjászat
Női
| Versenyző        | Versenyszám | Selejtező | Selejtező | 64-es főtábla                               | 32-es főtábla                    | Nyolcaddöntő      | Negyeddöntő       | Elődöntő          | Döntő             | Helyezés |
| Versenyző        | Versenyszám | Pont      | Kiemelt   | Ellenfél Eredmény                           | Ellenfél Eredmény                | Ellenfél Eredmény | Ellenfél Eredmény | Ellenfél Eredmény | Ellenfél Eredmény | Helyezés |
| ---------------- | ----------- | --------- | --------- | ------------------------------------------- | -------------------------------- | ----------------- | ----------------- | ----------------- | ----------------- | -------- |
| Hanna Karaszjova | Egyéni      | 629       | 29.       | Almudena Gallardo (ESP) (36.) · 163-162     | Jun Midzsin (KOR) (4.) · 152-162 | kiesett           | kiesett           | kiesett           | kiesett           | 30.      |
| Volha Maroz      | Egyéni      | 620       | 41.       | Joanna Nowicka-Kwaśna (POL) (24.) · 139-152 | kiesett                          | kiesett           | kiesett           | kiesett           | kiesett           | 61.      |

## Kajak-kenu

### Síkvízi
Férfi
| Versenyző              | Versenyszám      | Előfutam | Előfutam | Előfutam | Elődöntő | Elődöntő | Elődöntő | Döntő   | Döntő    |
| Versenyző              | Versenyszám      | Idő      | Hely.    | Össz.    | Idő      | Hely.    | Össz.    | Idő     | Helyezés |
| ---------------------- | ---------------- | -------- | -------- | -------- | -------- | -------- | -------- | ------- | -------- |
| Aljakszandr Maszjajkov | Kenu egyes 500 m | 1:54,468 | 7.       | 14.      | 1:55,035 | 8.       | 8.       | kiesett | kiesett  |

Női
| Versenyző                                                        | Versenyszám        | Előfutam | Előfutam | Előfutam | Elődöntő | Elődöntő | Elődöntő | Döntő    | Döntő    |
| Versenyző                                                        | Versenyszám        | Idő      | Hely.    | Össz.    | Idő      | Hely.    | Össz.    | Idő      | Helyezés |
| ---------------------------------------------------------------- | ------------------ | -------- | -------- | -------- | -------- | -------- | -------- | -------- | -------- |
| Alena Bec Szvjatlana Vakula                                      | Kajak kettes 500 m | 1:55,757 | 7.       | 13.      | 1:49,758 | 7.       | 7.       | kiesett  | kiesett  |
| Aleszja Bakunava Alena Bec Natallja Bandarenka Szvjatlana Vakula | Kajak négyes 500 m | 1:34,734 | 2.       | 3.       |          |          |          | 1:37,748 | 6.       |

## Műugrás
Férfi
| Versenyző            | Versenyszám    | Selejtező | Selejtező | Elődöntő | Elődöntő | Döntő   | Döntő    |
| Versenyző            | Versenyszám    | Pont      | Helyezés  | Pont     | Helyezés | Pont    | Helyezés |
| -------------------- | -------------- | --------- | --------- | -------- | -------- | ------- | -------- |
| Vjacsaszlav Hamulkin | Egyéni műugrás | 357,03    | 23.       | kiesett  | kiesett  | kiesett | kiesett  |

Női
| Versenyző               | Versenyszám    | Selejtező | Selejtező | Elődöntő | Elődöntő | Döntő   | Döntő    |
| Versenyző               | Versenyszám    | Pont      | Helyezés  | Pont     | Helyezés | Pont    | Helyezés |
| ----------------------- | -------------- | --------- | --------- | -------- | -------- | ------- | -------- |
| Szvjatlana Aljakszejeva | Egyéni műugrás | 260,91    | 17.       | 477,39   | 15.      | kiesett | kiesett  |

## Ökölvívás
| Versenyző          | Versenyszám  | Selejtező              | Nyolcaddöntő                    | Negyeddöntő                          | Elődöntő          | Döntő             | Helyezés |
| Versenyző          | Versenyszám  | Ellenfél Eredmény      | Ellenfél Eredmény               | Ellenfél Eredmény                    | Ellenfél Eredmény | Ellenfél Eredmény | Helyezés |
| ------------------ | ------------ | ---------------------- | ------------------------------- | ------------------------------------ | ----------------- | ----------------- | -------- |
| Szjarhej Bikovszki | Kisváltósúly | Romeo Brin (PHI) · 8-5 | Nurhan Süleymanoğlu (TUR) · 8-8 | Muhammadqodir Abdullayev (UZB) · 6-9 | kiesett           | kiesett           | 5.       |

## Öttusa
| Versenyző       | Versenyszám | Lövészet | Lövészet | Lövészet | Vívás    | Vívás | Vívás | Úszás   | Úszás | Úszás | Lovaglás | Lovaglás | Lovaglás | Lovaglás | Futás    | Futás | Futás | Összesen    | Összesen |
| Versenyző       | Versenyszám | Pontszám | Pont     | Hely.    | Eredmény | Pont  | Hely. | Idő     | Pont  | Hely. | Idő      | Hibapont | Pont     | Hely.    | Idő      | Pont  | Hely. | Összes pont | Helyezés |
| --------------- | ----------- | -------- | -------- | -------- | -------- | ----- | ----- | ------- | ----- | ----- | -------- | -------- | -------- | -------- | -------- | ----- | ----- | ----------- | -------- |
| Pavel Dovhal    | Férfi       | 186      | 1168     | 1.       | 10-14    | 760   | 17.*  | 2:04,62 | 1254  | 4.    | 1:00,65  | 30       | 1070     | 2.       | 9:38,75  | 1086  | 12.   | 5338        |          |
| Zsanna Subjanok | Női         | 179      | 1084     | 6.       | 12-12    | 840   | 7.*   | 2:25,89 | 1142  | 11.   | 50,87    | 90       | 1010     | 9.       | 11:17,89 | 1010  | 11.   | 5086        | 6.       |

* - egy másik versenyzővel azonos eredményt ért el

## Sportlövészet
Férfi
| Versenyző           | Versenyszám           | Selejtező | Selejtező | Döntő   | Döntő    |
| Versenyző           | Versenyszám           | Pont      | Helyezés  | Pont    | Helyezés |
| ------------------- | --------------------- | --------- | --------- | ------- | -------- |
| Ihar Baszinszki     | Légpisztoly           | 583       | 3.*       | 682,7   |          |
| Ihar Baszinszki     | Szabadpisztoly        | 569       | 2.        | 663,3   |          |
| Kansztancin Lukasik | Szabadpisztoly        | 560       | 8.***     | kiesett | kiesett  |
| Kansztancin Lukasik | Légpisztoly           | 577       | 15.*      | kiesett | kiesett  |
| Aleh Hvacovasz      | Gyorstüzelő pisztoly  | 586       | 4.*       | 682,4   | 6.       |
| Szjarhej Martinav   | Sportpuska, fekvő     | 598       | 2.        | 700,3   |          |
| Szjarhej Martinav   | Sportpuska, összetett | 1164      | 9.**      | kiesett | kiesett  |
| Anatol Klimenka     | Sportpuska, összetett | 1157      | 25.***    | kiesett | kiesett  |
| Anatol Klimenka     | Légpuska              | 593       | 2.        | 693,4   | 4.       |
| Heorhij Nyahajev    | Légpuska              | 588       | 18.****** | kiesett | kiesett  |
| Heorhij Nyahajev    | Sportpuska, fekvő     | 593       | 19.*****  | kiesett | kiesett  |

Női
| Versenyző            | Versenyszám           | Selejtező | Selejtező | Döntő   | Döntő    |
| Versenyző            | Versenyszám           | Pont      | Helyezés  | Pont    | Helyezés |
| -------------------- | --------------------- | --------- | --------- | ------- | -------- |
| Viktorija Csajka     | Légpisztoly           | 381       | 11.****   | kiesett | kiesett  |
| Lalita Javhlevszkaja | Légpisztoly           | 381       | 11.****   | kiesett | kiesett  |
| Lalita Javhlevszkaja | Sportpisztoly         | 583       | 5.        | 686,0   |          |
| Julija Szinyak       | Sportpisztoly         | 584       | 4.        | 685,9   | 4.       |
| Akszana Kovtonovics  | Légpuska              | 389       | 32.***    | kiesett | kiesett  |
| Volha Pahrabnyak     | Légpuska              | 393       | 9.*****   | kiesett | kiesett  |
| Volha Pahrabnyak     | Sportpuska, összetett | 578       | 11.**     | kiesett | kiesett  |
| Irina Silava         | Sportpuska, összetett | 574       | 20.*      | kiesett | kiesett  |

* - egy másik versenyzővel azonos eredményt ért el

** - két másik versenyzővel azonos eredményt ért el

*** - három másik versenyzővel azonos eredményt ért el

**** - négy másik versenyzővel azonos eredményt ért el

***** - öt másik versenyzővel azonos eredményt ért el

****** - nyolc másik versenyzővel azonos eredményt ért el

## Súlyemelés
Férfi
| Versenyző         | Versenyszám | Szakítás | Szakítás | Lökés    | Lökés    | Összesen | Helyezés |
| Versenyző         | Versenyszám | Eredmény | Helyezés | Eredmény | Helyezés | Összesen | Helyezés |
| ----------------- | ----------- | -------- | -------- | -------- | -------- | -------- | -------- |
| Vital Dzerbjanov  | 56 kg       | 125,0    | 2.*      | 150,0    | 8.*      | 275,0    | 7.       |
| Henadz Aljascsuk  | 62 kg       | 142,5    | 3.       | 175,0    | 1.*      | 317,5    |          |
| Szjarhej Lavrenav | 69 kg       | 157,5    | 3.       | 182,5    | 7.*      | 340,0    |          |
| Pavel Bazuk       | 94 kg       | 167,5    | 16.      | 197,5    | 16.*     | 365,0    | 16.      |

Női
| Versenyző      | Versenyszám | Szakítás | Szakítás | Lökés    | Lökés    | Összesen | Helyezés |
| Versenyző      | Versenyszám | Eredmény | Helyezés | Eredmény | Helyezés | Összesen | Helyezés |
| -------------- | ----------- | -------- | -------- | -------- | -------- | -------- | -------- |
| Hanna Bacjuska | 58 kg       | 90,0     | 5.*      | 107,5    | 8.       | 197,5    | 8.       |

## Szinkronúszás
| Versenyző                                | Versenyszám | Selejtező           | Selejtező           | Selejtező        | Selejtező        | Selejtező  | Selejtező  | Döntő               | Döntő               | Döntő            | Döntő            | Döntő      | Döntő      |
| Versenyző                                | Versenyszám | Technikai gyakorlat | Technikai gyakorlat | Szabad gyakorlat | Szabad gyakorlat | Összesítés | Összesítés | Technikai gyakorlat | Technikai gyakorlat | Szabad gyakorlat | Szabad gyakorlat | Összesítés | Összesítés |
| Versenyző                                | Versenyszám | Pont                | Hely.               | Pont             | Hely.            | Pont       | Hely.      | Pont                | Hely.               | Pont             | Hely.            | Pont       | Helyezés   |
| ---------------------------------------- | ----------- | ------------------- | ------------------- | ---------------- | ---------------- | ---------- | ---------- | ------------------- | ------------------- | ---------------- | ---------------- | ---------- | ---------- |
| Kriszcina Nadzezsdzina Natallja Szaharuk | Páros       | 86,533              | 17.                 | 84,867           | 19.              | 85,451     | 19.        | kiesett             | kiesett             | kiesett          | kiesett          | kiesett    | kiesett    |

## Tenisz
Férfi
| Versenyző                        | Versenyszám | 64-es főtábla                       | 32-es főtábla                                                  | Nyolcaddöntő                                                     | Negyeddöntő                                                        | Elődöntő          | Bronz- mérkőzés   | Döntő             | Helyezés |
| Versenyző                        | Versenyszám | Ellenfél Eredmény                   | Ellenfél Eredmény                                              | Ellenfél Eredmény                                                | Ellenfél Eredmény                                                  | Ellenfél Eredmény | Ellenfél Eredmény | Ellenfél Eredmény | Helyezés |
| -------------------------------- | ----------- | ----------------------------------- | -------------------------------------------------------------- | ---------------------------------------------------------------- | ------------------------------------------------------------------ | ----------------- | ----------------- | ----------------- | -------- |
| Makszim Mirni                    | Egyes       | Lleyton Hewitt (AUS) · 6–3, 6–3     | Jiří Vaněk (CZE) · 6–7, 6–4, 11–9                              | Mariano Zabaleta (ARG) · 7–6, 6–2                                | Tommy Haas (GER) · 6–4, 5–7, 3–6                                   | kiesett           | kiesett           | kiesett           | 5.       |
| Uladzimir Valcskov               | Egyes       | Gastón Gaudio (ARG) · 7–6, 4–6, 6–1 | Arnaud Di Pasquale (FRA) · 2–6, 2–6                            | kiesett                                                          | kiesett                                                            | kiesett           | kiesett           | kiesett           | 17.      |
| Makszim Mirni Uladzimir Valcskov | Páros       |                                     | Svédország (SWE) · Nicklas Kulti · Mikael Tillström · 6–3, 6–4 | Franciaország (FRA) · Arnaud Clément · Nicolas Escudé · 6–4, 7–6 | Spanyolország (ESP) · Àlex Corretja · Albert Costa · 7–6, 3–6, 5–7 | kiesett           | kiesett           | kiesett           | 5.       |

Női
| Versenyző                              | Versenyszám | 64-es főtábla                              | 32-es főtábla                                                  | Nyolcaddöntő                                                                 | Negyeddöntő                                                    | Elődöntő                                                      | Bronz- mérkőzés                                                   | Döntő             | Helyezés |
| Versenyző                              | Versenyszám | Ellenfél Eredmény                          | Ellenfél Eredmény                                              | Ellenfél Eredmény                                                            | Ellenfél Eredmény                                              | Ellenfél Eredmény                                             | Ellenfél Eredmény                                                 | Ellenfél Eredmény | Helyezés |
| -------------------------------------- | ----------- | ------------------------------------------ | -------------------------------------------------------------- | ---------------------------------------------------------------------------- | -------------------------------------------------------------- | ------------------------------------------------------------- | ----------------------------------------------------------------- | ----------------- | -------- |
| Natallja Zverava                       | Egyes       | María Emilia Salerni (ARG) · 3–6, 6–4, 2–6 | kiesett                                                        | kiesett                                                                      | kiesett                                                        | kiesett                                                       | kiesett                                                           | kiesett           | 33.      |
| Volha Barabanscsikava                  | Egyes       | Patricia Wartusch (AUT) · 4–6, 2–6         | kiesett                                                        | kiesett                                                                      | kiesett                                                        | kiesett                                                       | kiesett                                                           | kiesett           | 33.      |
| Volha Barabanscsikava Natallja Zverava | Páros       |                                            | Ausztria (AUT) · Barbara Schett · Patricia Wartusch · 6–2, 6–2 | Spanyolország (ESP) · Conchita Martínez · Arantxa Sánchez Vicario · 6–4, 7–5 | Magyarország (HUN) · Mandula Petra · Marosi Katalin · 6–3, 7–5 | Hollandia (NED) · Kristie Boogert · Miriam Oremans · 3–6, 2–6 | Belgium (BEL) · Els Callens · Dominique Van Roost · 6–4, 4–6, 1–6 |                   | 4.       |

## Torna
Férfi
| Versenyző                                                                                                   | Versenyszám      | Selejtező | Selejtező | Döntő    | Döntő    |
| Versenyző                                                                                                   | Versenyszám      | Pontszám  | Helyezés  | Pontszám | Helyezés |
| --- | ---------------- | --------- | --------- | -------- | -------- |
| Ivan Ivankov                                                                                                | Talaj            | 8,925     | 56.       | kiesett  | kiesett  |
| Ivan Ivankov                                                                                                | Ugrás            | 9,350     | 39.*****  | kiesett  | kiesett  |
| Ivan Ivankov                                                                                                | Korlát           | 9,662     | 8.*       | 9,775    | 5.       |
| Ivan Ivankov                                                                                                | Nyújtó           | 9,712     | 11.*      | kiesett  | kiesett  |
| Ivan Ivankov                                                                                                | Gyűrű            | 9,675     | 6.        | 9,700    | 5.       |
| Ivan Ivankov                                                                                                | Lólengés         | 9,625     | 31.       | kiesett  | kiesett  |
| Ivan Ivankov                                                                                                | Egyéni összetett | 56,949    | 11.       | 58,024   | 4.       |
| Aljakszej Szinkevics                                                                                        | Talaj            | 9,462     | 19.***    | kiesett  | kiesett  |
| Aljakszej Szinkevics                                                                                        | Ugrás            | 9,312     | 46.**     | kiesett  | kiesett  |
| Aljakszej Szinkevics                                                                                        | Korlát           | 9,287     | 47.       | kiesett  | kiesett  |
| Aljakszej Szinkevics                                                                                        | Nyújtó           | 9,512     | 46.*      | kiesett  | kiesett  |
| Aljakszej Szinkevics                                                                                        | Gyűrű            | 9,462     | 39.****   | kiesett  | kiesett  |
| Aljakszej Szinkevics                                                                                        | Lólengés         | 9,587     | 33.**     | kiesett  | kiesett  |
| Aljakszej Szinkevics                                                                                        | Egyéni összetett | 56,622    | 16.       | 56,061   | 23.      |
| Ivan Pavlovszki                                                                                             | Talaj            | 9,350     | 26.***    | kiesett  | kiesett  |
| Ivan Pavlovszki                                                                                             | Ugrás            | 9,350     | 39.*****  | kiesett  | kiesett  |
| Ivan Pavlovszki                                                                                             | Korlát           | 9,462     | 35.*      | kiesett  | kiesett  |
| Ivan Pavlovszki                                                                                             | Nyújtó           | 9,550     | 43.       | kiesett  | kiesett  |
| Ivan Pavlovszki                                                                                             | Gyűrű            | 9,337     | 52.**     | kiesett  | kiesett  |
| Ivan Pavlovszki                                                                                             | Lólengés         | 9,325     | 54.       | kiesett  | kiesett  |
| Ivan Pavlovszki                                                                                             | Egyéni összetett | 56,374    | 22.       | 54,911   | 33.      |
| Aljakszandr Sosztak                                                                                         | Korlát           | 9,412     | 39.*      | kiesett  | kiesett  |
| Aljakszandr Sosztak                                                                                         | Nyújtó           | 9,562     | 41.*      | kiesett  | kiesett  |
| Aljakszandr Sosztak                                                                                         | Gyűrű            | 9,537     | 26.***    | kiesett  | kiesett  |
| Aljakszandr Sosztak                                                                                         | Lólengés         | 9,462     | 48.*      | kiesett  | kiesett  |
| Aljakszandr Sosztak                                                                                         | Egyéni összetett | 37,973    | 69.       | kiesett  | kiesett  |
| Vital Rudnyicki                                                                                             | Talaj            | 9,525     | 14.       | kiesett  | kiesett  |
| Vital Rudnyicki                                                                                             | Ugrás            | 9,125     | 64.       | kiesett  | kiesett  |
| Vital Rudnyicki                                                                                             | Korlát           | 9,262     | 48.*      | kiesett  | kiesett  |
| Vital Rudnyicki                                                                                             | Gyűrű            | 9,487     | 36.**     | kiesett  | kiesett  |
| Vital Rudnyicki                                                                                             | Egyéni összetett | 37,399    | 73.       | kiesett  | kiesett  |
| Aljakszandr Kruzsilov                                                                                       | Talaj            | 9,462     | 19.***    | kiesett  | kiesett  |
| Aljakszandr Kruzsilov                                                                                       | Ugrás            | 9,025     | 69.       | kiesett  | kiesett  |
| Aljakszandr Kruzsilov                                                                                       | Nyújtó           | 9,500     | 48.*      | kiesett  | kiesett  |
| Aljakszandr Kruzsilov                                                                                       | Lólengés         | 9,237     | 56.*      | kiesett  | kiesett  |
| Aljakszandr Kruzsilov                                                                                       | Egyéni összetett | 37,224    | 75.       | kiesett  | kiesett  |
| Ivan Ivankov Aljakszej Szinkevics Ivan Pavlovszki Aljakszandr Sosztak Vital Rudnyicki Aljakszandr Kruzsilov | Csapat összetett | 227,255   | 8.        | kiesett  | kiesett  |

Női
| Versenyző | Versenyszám      | Selejtező | Selejtező | Döntő    | Döntő    |
| Versenyző | Versenyszám      | Pontszám  | Helyezés  | Pontszám | Helyezés |
| --- | ---------------- | --------- | --------- | -------- | -------- |
| Marina Zarzsickaja                                                                                           | Talaj            | 9,050     | 54.**     | kiesett  | kiesett  |
| Marina Zarzsickaja                                                                                           | Ugrás            | 9,431     | 19.       | kiesett  | kiesett  |
| Marina Zarzsickaja                                                                                           | Felemás korlát   | 9,237     | 58.*      | kiesett  | kiesett  |
| Marina Zarzsickaja                                                                                           | Gerenda          | 9,050     | 61.       | kiesett  | kiesett  |
| Marina Zarzsickaja                                                                                           | Egyéni összetett | 36,768    | 39.       | 36,874   | 26.      |
| Alena Polozkova                                                                                              | Talaj            | 9,500     | 22.       | kiesett  | kiesett  |
| Alena Polozkova                                                                                              | Ugrás            | 9,106     | 54.       | kiesett  | kiesett  |
| Alena Polozkova                                                                                              | Felemás korlát   | 9,575     | 30.**     | kiesett  | kiesett  |
| Alena Polozkova                                                                                              | Gerenda          | 9,375     | 38.***    | kiesett  | kiesett  |
| Alena Polozkova                                                                                              | Egyéni összetett | 37,556    | 22.       | 36,162   | 33.      |
| Taccjana Zsarhanova                                                                                          | Talaj            | 8,500     | 76.       | kiesett  | kiesett  |
| Taccjana Zsarhanova                                                                                          | Ugrás            | 9,018     | 65.       | kiesett  | kiesett  |
| Taccjana Zsarhanova                                                                                          | Felemás korlát   | 9,712     | 7.*       | 9,737    | 5.       |
| Taccjana Zsarhanova                                                                                          | Gerenda          | 9,212     | 53.*      | kiesett  | kiesett  |
| Taccjana Zsarhanova                                                                                          | Egyéni összetett | 36,442    | 45.       | kiesett  | kiesett  |
| Natallja Naranovics                                                                                          | Talaj            | 8,850     | 63.       | kiesett  | kiesett  |
| Natallja Naranovics                                                                                          | Ugrás            | 8,949     | 69.       | kiesett  | kiesett  |
| Natallja Naranovics                                                                                          | Felemás korlát   | 9,350     | 53.*      | kiesett  | kiesett  |
| Natallja Naranovics                                                                                          | Egyéni összetett | 27,149    | 74.       | kiesett  | kiesett  |
| Taccjana Hriharenka                                                                                          | Talaj            | 7,200     | 82.       | kiesett  | kiesett  |
| Taccjana Hriharenka                                                                                          | Ugrás            | 9,062     | 59.       | kiesett  | kiesett  |
| Taccjana Hriharenka                                                                                          | Gerenda          | 8,425     | 78.       | kiesett  | kiesett  |
| Taccjana Hriharenka                                                                                          | Egyéni összetett | 24,687    | 78.       | kiesett  | kiesett  |
| Hanna Mejszak                                                                                                | Felemás korlát   | 8,812     | 75.       | kiesett  | kiesett  |
| Hanna Mejszak                                                                                                | Gerenda          | 8,550     | 73.       | kiesett  | kiesett  |
| Hanna Mejszak                                                                                                | Egyéni összetett | 17,362    | 90.       | kiesett  | kiesett  |
| Alena Polozkova Marina Zarzsickaja Taccjana Zsarhanova Natallja Naranovics Taccjana Hriharenka Hanna Mejszak | Csapat összetett | 146,578   | 11.       | kiesett  | kiesett  |

* - egy másik versenyzővel azonos eredményt ért el

** - két másik versenyzővel azonos eredményt ért el

*** - három másik versenyzővel azonos eredményt ért el

**** - négy másik versenyzővel azonos eredményt ért el

***** - öt másik versenyzővel azonos eredményt ért el

### Ritmikus gimnasztika
| Versenyző        | Versenyszám | Selejtező | Selejtező | Selejtező | Selejtező | Selejtező | Selejtező | Selejtező | Selejtező | Selejtező | Selejtező | Döntő | Döntő | Döntő  | Döntő  | Döntő | Döntő | Döntő  | Döntő  | Döntő    | Döntő    |
| Versenyző        | Versenyszám | Kötél     | Kötél     | Karika    | Karika    | Labda     | Labda     | Szalag    | Szalag    | Összesen  | Összesen  | Kötél | Kötél | Karika | Karika | Labda | Labda | Szalag | Szalag | Összesen | Összesen |
| Versenyző        | Versenyszám | Pont      | Hely.     | Pont      | Hely.     | Pont      | Hely.     | Pont      | Hely.     | Pont      | Hely.     | Pont  | Hely. | Pont   | Hely.  | Pont  | Hely. | Pont   | Hely.  | Pont     | Hely.    |
| ---------------- | ----------- | --------- | --------- | --------- | --------- | --------- | --------- | --------- | --------- | --------- | --------- | ----- | ----- | ------ | ------ | ----- | ----- | ------ | ------ | -------- | -------- |
| Julija Raszkina  | Egyéni      | 9,900     | 2.*       | 9,908     | 2.        | 9,908     | 2.        | 9,908     | 2.        | 39,624    | 2.        | 9,908 | 2.    | 9,791  | 4.     | 9,933 | 2.    | 9,916  | 3.     | 39,548   |          |
| Valerija Vatkina | Egyéni      | 9,750     | 7.        | 9,733     | 8.        | 9,775     | 7.        | 9,800     | 6.        | 39,058    | 6.        | 9,791 | 6.    | 9,750  | 5.*    | 9,666 | 10.   | 9,750  | 6.*    | 38,957   | 8.       |

* - egy másik versenyzővel azonos eredményt ért el
| Versenyző                                                                                   | Versenyszám | Selejtező  | Selejtező  | Selejtező            | Selejtező            | Selejtező | Selejtező | Döntő      | Döntő      | Döntő                | Döntő                | Döntő    | Döntő    |
| Versenyző                                                                                   | Versenyszám | 5 buzogány | 5 buzogány | 3 szalag és 2 karika | 3 szalag és 2 karika | Összesen  | Összesen  | 5 buzogány | 5 buzogány | 3 szalag és 2 karika | 3 szalag és 2 karika | Összesen | Összesen |
| Versenyző                                                                                   | Versenyszám | Pont       | Hely.      | Pont                 | Hely.                | Pont      | Hely.     | Pont       | Hely.      | Pont                 | Hely.                | Pont     | Hely.    |
| ------------------------------------------------------------------------------------------- | ----------- | ---------- | ---------- | -------------------- | -------------------- | --------- | --------- | ---------- | ---------- | -------------------- | -------------------- | -------- | -------- |
| Taccjana Ananyka Taccjana Belan Hanna Hlazkova Irina Iljankova Marija Lazuk Volha Puzsevics | Csapat      | 19,700     | 1.**       | 19,616               | 3.                   | 39,316    | 3.        | 19,800     | 1.*        | 19,700               | 2.*                  | 39,500   |          |

* - egy másik csapattal azonos eredményt ért el

** - két másik csapattal azonos eredményt ért el

### Trambulin
| Versenyző           | Versenyszám | Selejtező | Selejtező | Döntő    | Döntő    |
| Versenyző           | Versenyszám | Pontszám  | Helyezés  | Pontszám | Helyezés |
| ------------------- | ----------- | --------- | --------- | -------- | -------- |
| Dzmitrij Paljarus   | Férfi       | 68,3      | 3.        | 38,1     | 5.       |
| Natallja Karpenkava | Női         | 63,8      | 5.        | 35,8     | 5.       |

## Úszás
Férfi
| Versenyző                                                    | Versenyszám          | Előfutam | Előfutam | Előfutam | Elődöntő | Elődöntő | Elődöntő | Döntő   | Döntő    |
| Versenyző                                                    | Versenyszám          | Idő      | Hely.    | Össz.    | Idő      | Hely.    | Össz.    | Idő     | Helyezés |
| ------------------------------------------------------------ | -------------------- | -------- | -------- | -------- | -------- | -------- | -------- | ------- | -------- |
| Dzmitrij Kalinovszki                                         | 50 m gyors           | 23,21    | 7.       | 34.*     | kiesett  | kiesett  | kiesett  | kiesett | kiesett  |
| Aleh Ruhlevics                                               | 100 m gyors          | 50,96    | 8.       | 31.      | kiesett  | kiesett  | kiesett  | kiesett | kiesett  |
| Ihar Kaljada                                                 | 200 m gyors          | 1:49,01  | 2.       | 7.       | 1:49,52  | 8.       | 12.      | kiesett | kiesett  |
| Dzmitrij Koptur                                              | 400 m gyors          | 3:55,26  | 8.       | 22.      |          |          |          | kiesett | kiesett  |
| Dzmitrij Koptur                                              | 1500 m gyors         | 15:29,62 | 2.       | 20.      |          |          |          | kiesett | kiesett  |
| Dzmitrij Kalinovszki Ihar Kaljada Pavel Lahun Aleh Ruhlevics | 4 × 100 m gyorsváltó | 3:20,85  | 3.       | 10.      |          |          |          | kiesett | kiesett  |
| Valjarjan Hurosvili Ihar Kaljada Dzmitrij Koptur Pavel Lahun | 4 × 200 m gyorsváltó | 7:24,83  | 6.       | 12.      |          |          |          | kiesett | kiesett  |
| Aljakszandr Hukov                                            | 100 m mell           | 1:04,96  | 7.       | 46.      | kiesett  | kiesett  | kiesett  | kiesett | kiesett  |
| Aljakszandr Hukov                                            | 200 m mell           | 2:16,93  | 6.       | 22.      | kiesett  | kiesett  | kiesett  | kiesett | kiesett  |

Női
| Versenyző              | Versenyszám | Előfutam | Előfutam | Előfutam | Elődöntő | Elődöntő | Elődöntő | Döntő   | Döntő    |
| Versenyző              | Versenyszám | Idő      | Hely.    | Össz.    | Idő      | Hely.    | Össz.    | Idő     | Helyezés |
| ---------------------- | ----------- | -------- | -------- | -------- | -------- | -------- | -------- | ------- | -------- |
| Alena Popcsanka        | 50 m gyors  | 26,10    | 2.       | 26.      | kiesett  | kiesett  | kiesett  | kiesett | kiesett  |
| Alena Popcsanka        | 100 m gyors | 56,33    | 5.       | 16.      | 56,40    | 8.       | 16.      | kiesett | kiesett  |
| Natallja Baranovszkaja | 200 m gyors | 2:00,58  | 4.       | 10.      | 1:59,90  | 3.       | 7.       | 1:59,28 | 6.       |
| Natallja Baranovszkaja | 400 m gyors | 4:12,67  | 5.       | 13.      |          |          |          | kiesett | kiesett  |

* - egy másik versenyzővel azonos eredményt ért el

## Vitorlázás
Férfi
| Versenyző                          | Versenyszám    | Futam | Futam  | Futam | Futam | Futam | Futam | Futam | Futam  | Futam | Futam | Futam | Pontszám | Helyezés |
| Versenyző                          | Versenyszám    | 1     | 2      | 3     | 4     | 5     | 6     | 7     | 8      | 9     | 10    | 11    | Pontszám | Helyezés |
| ---------------------------------- | -------------- | ----- | ------ | ----- | ----- | ----- | ----- | ----- | ------ | ----- | ----- | ----- | -------- | -------- |
| Ihar Ivasincov Mihail Prataszevics | 470-es osztály | 15,0  | (29,0) | 20,0  | 20,0  | 23,0  | 14,0  | 18,0  | (30,0) | 24,0  | 5,0   | 14,0  | 153,0    | 21.      |

Női
| Versenyző              | Versenyszám | Futam | Futam | Futam | Futam | Futam | Futam | Futam | Futam | Futam | Futam | Futam | Pontszám | Helyezés |
| Versenyző              | Versenyszám | 1     | 2     | 3     | 4     | 5     | 6     | 7     | 8     | 9     | 10    | 11    | Pontszám | Helyezés |
| ---------------------- | ----------- | ----- | ----- | ----- | ----- | ----- | ----- | ----- | ----- | ----- | ----- | ----- | -------- | -------- |
| Taccjana Drazdovszkaja | Europe      | 25    | 16    | 17    | 17    | 26    | (27)  | (28*) | 18    | 21    | 17    | 19    | 176,0    | 24.      |

Nyílt
| Versenyző          | Versenyszám | Futam | Futam | Futam | Futam | Futam | Futam | Futam | Futam | Futam | Futam | Futam | Pontszám | Helyezés |
| Versenyző          | Versenyszám | 1     | 2     | 3     | 4     | 5     | 6     | 7     | 8     | 9     | 10    | 11    | Pontszám | Helyezés |
| ------------------ | ----------- | ----- | ----- | ----- | ----- | ----- | ----- | ----- | ----- | ----- | ----- | ----- | -------- | -------- |
| Aljakszandr Mumiha | Laser       | 28    | 27    | 20    | 29    | 20    | 29    | (40)  | (34)  | 28    | 32    | 30    | 243,0    | 32.      |

* - kizárták (korai rajt)

## Vívás
Férfi
| Versenyző                                         | Versenyszám       | Selejtező                   | 32-es főtábla                 | Nyolcaddöntő                                                              | Negyeddöntő                                                     | Elődöntő                                                                                   | Bronz- mérkőzés | Döntő             | Helyezés |
| Versenyző                                         | Versenyszám       | Ellenfél Eredmény           | Ellenfél Eredmény             | Ellenfél Eredmény                                                         | Ellenfél Eredmény                                               | Ellenfél Eredmény                                                                          | Ellenfél Eredmény | Ellenfél Eredmény | Helyezés |
| ------------------------------------------------- | ----------------- | --------------------------- | ----------------------------- | ------------------------------------------------------------------------- | --------------------------------------------------------------- | ------------------------------------------------------------------------------------------ | --- | ----------------- | -------- |
| Vital Zaharav                                     | Párbajtőr, egyéni | erőnyerő                    | I Szangjop (KOR) · 14-15      | kiesett                                                                   | kiesett                                                         | kiesett                                                                                    | kiesett | kiesett           | 24.      |
| Uladzimir Pcsenyikin                              | Párbajtőr, egyéni | Jonathan Peña (PUR) · 15-11 | Vánky Péter (SWE) · 9-15      | kiesett                                                                   | kiesett                                                         | kiesett                                                                                    | kiesett | kiesett           | 31.      |
| Andrej Muraska                                    | Párbajtőr, egyéni | Tamir Bloom (USA) · 4-8     | kiesett                       | kiesett                                                                   | kiesett                                                         | kiesett                                                                                    | kiesett | kiesett           | 38.      |
| Dzmitrij Lapkesz                                  | Kard, egyéni      | Igor Cel (KAZ) · 15-7       | Raffaelo Caserta (ITA) · 15-9 | Mihai Covaliu (ROU) · 11-15                                               | kiesett                                                         | kiesett                                                                                    | kiesett | kiesett           | 15.      |
| Vital Zaharav Andrej Muraska Uladzimir Pcsenyikin | Párbajtőr, csapat |                             |                               | Ausztria (AUT) · Oliver Kayser · Christoph Marik · Michael Switak · 45-44 | Dél-Korea (KOR) · I Szanggi · I Szangjop · Jang Nöszong · 44-45 | Az 5–8. helyért · Ausztrália (AUS) · Gerry Adams · Nick Heffernan · Luc Cartillier · 45-34 | Az 5. helyért · Németország (GER) · Jörg Fiedler · Arnd Schmitt · Marc-Konstantin Steifensand · Daniel Strigel · 37-45 |                   | 6.       |